# Linggana cardinaali
Linggana cardinaali är en fjärilsart som beskrevs av Walter Karl Johann Roepke 1957. Linggana cardinaali ingår i släktet Linggana och familjen säckspinnare. Inga underarter finns listade i Catalogue of Life.